# Bratislav Gašić
Bratislav Gašić, cyr. Братислав Гашић (ur. 30 czerwca 1967 w Kruševacu) – serbski polityk, przedsiębiorca i samorządowiec, w latach 2012–2014 burmistrz Kruševaca, w latach 2014–2016 i od 2024 minister obrony, w latach 2022–2024 minister spraw wewnętrznych.

## Życiorys
Ukończył szkołę podstawową i średnią techniczną w swojej rodzinnej miejscowości. Następnie studiował ekonomię na Uniwersytecie w Niszu. Zajął się własną działalnością gospodarczą, kierując kompanią Santos, prowadzącą m.in. prywatną stację telewizyjną i działającą w branży paliwowej. Był dyrektorem szkoły piłkarskiej Napredak i żeńskiego klubu siatkarskiego Kruševac Santos.
Zaangażował się w działalność polityczną w ramach Serbskiej Partii Postępowej, w 2012 został jednym z wiceprzewodniczących tego ugrupowania. W czerwcu 2012 wybrano go na burmistrza Kruševaca. W kwietniu 2014 objął urząd ministra obrony w rządzie Aleksandara Vučicia. Został odwołany z tego stanowiska w lutym 2016 na skutek seksistowskiej wypowiedzi pod adresem jednej z reporterek. Zastąpił go wówczas Zoran Đorđević.
W 2017 stanął na czele Agencji Bezpieczeństwa i Informacji (BIA). W październiku 2022 dołączył do powołanego wówczas gabinetu rządu Any Brnabić, obejmując w nim stanowisko ministra spraw wewnętrznych. W utworzonym w maju 2024 rządzie Miloša Vučevicia ponownie stanął na czele resortu obrony. Utrzymał tę funkcję ministerialną także w powołanym w kwietniu 2025 gabinecie Đura Macuta.